# Кузьмін Олександр Сергійович (військовик)
Олекса́ндр Сергі́йович Кузьмі́н (06.08.1992—25.02.2022) — штаб-сержант Збройних сил України, учасник російсько-української війни, що загинув під час російського вторгнення в Україну.

## Життєпис
Уродженець Лисянського району Черкаської області. Протягом 1998—2009 рр. навчався у Виноградській школі.
Під час російського вторгнення в Україну у 2022 році — головний сержант взводу — командир відділення зенітної ракетно-артилерійської батареї зенітного ракетно-артилерійського дивізіону 72-ї окремої механізованої бригади імені Чорних Запорожців. Загинув 25 лютого 2022 року у місті Києві на вул. Героїв Дніпра.

## Нагороди
- Орден «За мужність» III ступеня (2022, посмертно) — за особисту мужність і самовіддані дії, виявлені у захисті державного суверенітету та територіальної цілісності України, вірність військовій присязі.[2]

## Вшанування пам'яті
У лютому 2023 року на фасаді школи в с. Виноград, де навчався О. С. Кузьмін, встановлено меморіальну дошку.